# Antonia et Jane

Antonia et Jane (Antonia and Jane) est un film britannique réalisé par Beeban Kidron en 1991.

## Synopsis
Les rapports au quotidien, alternant chamaillerie et copinerie, de deux amies d'enfance, la belle Antonia et la boulotte Jane, leurs déboires sentimentaux et professionnels, le tout ponctué de séances de psychanalyse…

## Fiche technique
- Titre français : Antonia et Jane
- Titre original : Antonia and Jane
- Réalisation : Beeban Kidron
- Scénario : Marcy Kahan
- Photographie : Rex Maidment
- Musique : Rachel Portman
- Décors : John Asbridge
- Costumes : Joan Wadge
- Montage : Kate Evans
- Producteur : George Faber, pour la BBC
- Genre : Comédie - Couleur - 71 min
- Dates de sortie :
  -  Royaume-Uni : 1991
  -  France : 17 mars 1993

## Distribution
(dans l'ordre d'apparition à l'écran)
- Imelda Staunton (VF : Véronique Augereau) : Jane Hartman
- Patricia Leventon : Rosa Gluberman
- Alfred Hoffman : Harry Rosenthal
- Maria Charles : Sylvia Pinker
- John Bennett : Irwin Carlinsky
- Richard Hope : Norman Beer
- Brenda Bruce : La psychanalyste
- Alfred Marks : L'oncle Vladimir
- Lila Kaye : La mère de Jane
- Bonnie Parker : Jane enfant
- Saskia Reeves : Antonia McGill
- Sheila Allen : La tutrice
- Bill Nighy : Howard Nash
- Cato Sandford : Baby Daniel
- Iain Cuthbertson : Edgar
- Jo Absolom : Daniel Nash
- Michael Ignatieff, Claire Rayner : eux-mêmes
- Trevor Peacock : A. D. Humphries
- Peter Wingfield : Le chauffeur de taxi
- Ian Redford : Jeremy Woodward
- Allan Corduner : Stephen Carlinsky
- Tania Rodrigues : La policière